# Mademoiselle Petitpas
Mademoiselle Petitpas (nom de famille prononcé [pətiːpɑ]), née vers 1710 et morte le 24 octobre 1739, est une comédienne et chanteuse d'opéra française.

## Biographie
Petitpas naît vers 1710 d'un père parisien (serrurier) et d'une mère inconnue.
Elle fait ses débuts comme comédienne en 1723 à la foire de Saint-Germain, puis peu après à l'Opéra comique de la foire de Saint-Laurent. En 1732, elle rencontre un financier, Joseph Bonnier de la Mosson, trésorier général des provinces du Languedoc qui porte le titre de « Maréchal général des camps et armées du roi » (position plus tard dénommée « Maréchal général de France »),. Elle emménage d'abord à l’hôtel particulier de son amant, l'hotêl de Lude, dans le 7e arrondissement de Paris, puis plus tard dans son château de Montpellier, où de nombreuses fêtes somptueuses sont organisées, malgré le choc[pas clair] de l'évêque de Montpellier Charles Colbert. Après un bref début de carrière comme interprète en France, Mademoiselle Petitpas part pour l'Angleterre. À son retour en avril 1734, Petitpas est acclamée pour ses talents et est l'objet de rumeurs en raison de sa liaison avec Bonnier. En 1735, dans une lettre à Bonnier de la Mosson, Colbert décrète que la liaison concubine entre Bonnier et Petitpas est de notoriété publique. D’après lui, personne ne peut s’éviter de voir les péchés qui sont commis (car ils vivent ensemble sans être mariés). Finalement, Colbert lui demande d'expulser Mademoiselle Petitpas, ce à quoi Bonnier s'oppose fermement. Cependant, en raison de l'ampleur grandissante des scandales et des commérages sur leur relation, Bonnier et Petitpas quittent Montpellier pour Paris. Malgré l'opposition de sa famille, Bonnier est décidé à se marier à Mademoiselle Petitpas et prépare en son honneur un somptueux festin à La Plaine Saint-Denis, où doit être joué un ballet. Malheureusement Mademoiselle Petitpas ne peut y participer.
Âgée de 30 ans, elle meurt d'une phtisie à Paris le 24 octobre 1739 et est inhumée à Saint-Eustache,.

## Rôles
| Opéra                       | Compositeur                                            | Rôle(s)                                                                     | Date de création ou reprise                                    | Lieu                                                 |
| --------------------------- | ------------------------------------------------------ | --------------------------------------------------------------------------- | -------------------------------------------------------------- | ---------------------------------------------------- |
| L'Europe galante            | André Campra                                           | Zaïde                                                                       | 6 novembre 1725                                                | Théâtre du Palais-Royal (Académie royale de musique) |
| Pirame et Thisbé            | François Francoeur and François Rebel                  | Thisbé                                                                      | 1727                                                           | Théâtre du Palais-Royal (Académie royale de musique) |
| Les Amours des Déesses      | Jean-Baptiste-Maurice Quinault                         | Euphrosine                                                                  | 9 août 1729                                                    | Académie royale de Musique                           |
| Phaëton                     | Jean-Baptiste Lully                                    | Astrée                                                                      | 21 décembre 1730                                               | Académie royale de musique                           |
| Pyrrhus                     | Joseph-Nicolas-Pancrace Royer                          | Ismène                                                                      | 1730                                                           | Théâtre du Palais-Royal (Académie royale de musique) |
| Callirhoé                   | André Cardinal Destouches                              |                                                                             | 2 janvier 1732 (reprise)                                       | Théâtre du Palais-Royal                              |
| Jephté                      | Michel Pignolet de Montéclair                          | Vénus                                                                       | 1732 (20 ou 28 février)                                        | Académie royale de musique                           |
| Les Sens                    | Jean-Joseph Mouret                                     | Zéphire ; Céphise le 14 août 1732 (entrée ajoutée)                          | Première version 5 juin 1732 ; deuxième version 14 août 1732   | Académie royale de musique,                          |
| Biblis                      | Louis Lacoste                                          | Amphitrite                                                                  | 6 novembre 1732                                                | Académie royale de musique                           |
| Cadmus et Hermione          | Jean-Baptiste Lully                                    | Charité                                                                     | 22 août 1733 (reprise)                                         | [ 4 ]                                                |
| Hippolyte et Aricie         | Jean-Philippe Rameau                                   | La Grande Prêtresse de Diane ; une bergère ; une matelote ; une chasseresse | 1733                                                           | Théâtre du Palais-Royal (Académie royale de musique) |
| Festes Grecques et Romaines | François Colin de Blamont                              | Mélisse                                                                     | 9 février 1734, nouvelle entrée : La Fête de Diane             | Académie royale de musique                           |
| Iphigénie en Tauride        | Henry Desmarets and André Campra                       | Electra                                                                     | 1734 (reprise)                                                 | Théâtre du Palais-Royal (Académie royale de musique) |
| Les Grâces                  | Jean-Joseph Mouret                                     | Théodore                                                                    | 5 mai 1735                                                     | Académie royale de musique,                          |
| Les Éléments                | Michel Richard Delalande and André Cardinal Destouches |                                                                             | 27 mai 1734 (reprise)                                          | Académie royale de musique                           |
| Les Indes galantes          | Jean-Philippe Rameau                                   | L'Amour ; Fatime (versions de 1735 et 1736)                                 | Première version 23 août 1735 et deuxième version 10 mars 1736 | Théâtre du Palais-Royal (Académie royale de musique) |
| Les Triomphes de l'Harmonie | François Lupien Grenet                                 | L'Harmonie ; Eurydice                                                       | 9 mai 1737                                                     | Académie royale de musique,                          |
| Castor et Pollux            | Jean-Philippe Rameau                                   | Un Plaisir céleste ; une Ombre heureuse ; une Planète                       | 24 octobre 1737                                                | Théâtre du Palais-Royal (Académie royale de musique) |